# Blueprint for Disaster
Blueprint for Disaster is een Canadese documentaireserie geproduceerd door Temple Street Productions. In het programma worden enkele grote rampen onder de loep genomen. Er wordt gesproken met ooggetuigen, en men krijgt via zowel computeranimatie als beeldmateriaal dat ten tijde van de ramp is gemaakt te zien hoe de ramp precies plaats heeft gevonden.
Het programma is buiten Canada ook uitgezonden als Minutes from Disaster.

## Afleveringen

### Seizoen1
| # | Titel                           | Datum van de ramp | Ramp                                        |
| - | ------------------------------- | ----------------- | ------------------------------------------- |
| 1 | "The Inferno at Kaprun"         | 11 november 2000  | Kabeltreinramp in Kaprun                    |
| 2 | "The Crash at Eschede"          | 18 juni 1998      | ICE-ongeluk in Eschede                      |
| 3 | "The Collapse of Big Blue"      | 14 juli 1999      | Big Blue collapse at Miller Park            |
| 4 | "The Sampoong Collapse"         | 29 juni 1995      | Instorting van de Sampoong Department Store |
| 5 | "The Mystery of the Derbyshire" | 10 september 1980 | MV Derbyshire                               |
| 6 | "The King's Cross Disaster"     | 18 november 1987  | De brand op King's Cross                    |

### Seizoen 2
| # | Titel                       | Datum van de ramp | Ramp                    |
| - | --------------------------- | ----------------- | ----------------------- |
| 1 | "Explosion at Enschede"     | 13 mei 2000       | Vuurwerkramp Enschede   |
| 2 | "Off the Rails"             | 31 januari 2003   | Treinramp in Waterfall  |
| 3 | "Wreck of The Rocknes"      | 19 januari 2004   | MV Rocknes              |
| 4 | "Destruction in the Desert" | 4 mei 1988        | PEPCON-ramp             |
| 5 | "Hong Kong Inferno"         | 20 november 1996  | Garley Building-brand   |
| 6 | "San Juan Explosion"        | 21 november 1996  | Humberto Vidal-explosie |